# Crisi sino-giapponese per le isole Senkaku

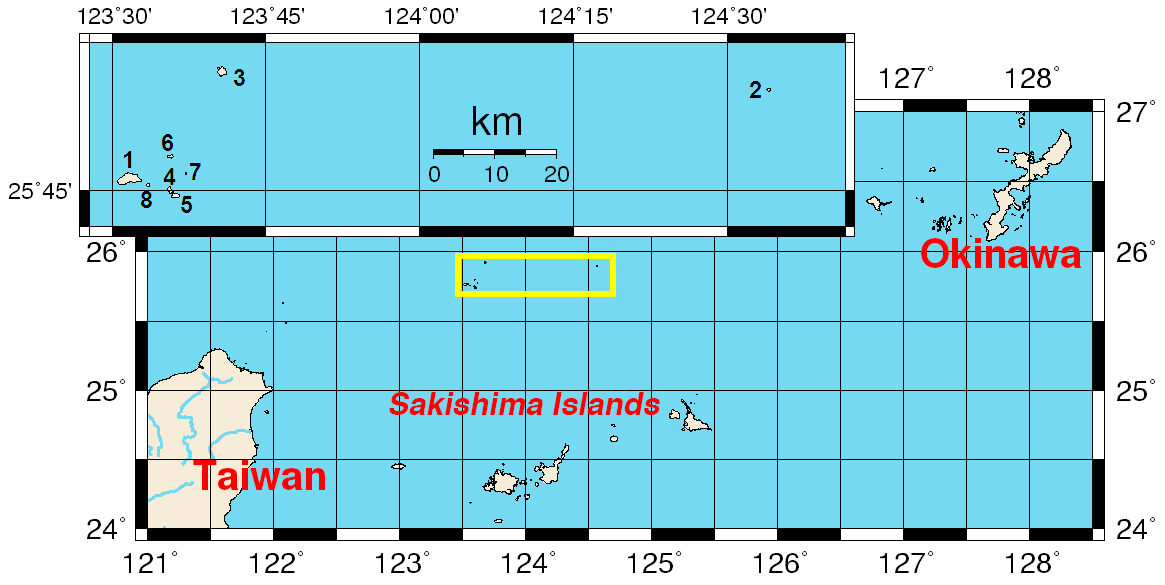
Ingrandimenti della mappa delle Senkaku.

La crisi sino-giapponese per le isole Senkaku è una disputa territoriale su un gruppo di isole disabitate, le Senkaku, romanizzate come Diaoyu per la Cina o come isole Tiaoyutai per Taiwan. L'arcipelago è amministrato dal Giappone pur essendo rivendicato sia dalla Repubblica Popolare Cinese (RPC) che dalla Repubblica di Cina (RdC) cioè Taiwan.
Gli Stati Uniti d'America occuparono le isole dal 1945 al 1972. A partire dall'inizio degli anni settanta, sia la Repubblica Popolare Cinese che il Giappone hanno affermato la loro rispettiva sovranità sulle isole. Hanno poi portato la questione all'attenzione del Consiglio di sicurezza delle Nazioni Unite nel 1972, al momento del trasferimento dei poteri amministrativi dagli statunitensi ai nipponici. La sovranità sulle isole garantisce il diritto esclusivo di sfruttamento delle enormi riserve di gas e olio minerale e della pesca delle acque circostanti, nonché il controllo sulle importanti rotte nautiche che passano nella zona.
Sebbene gli Stati Uniti non abbiano una posizione ufficiale sul merito delle concorrenti rivendicazioni di sovranità, le isole sono incluse nel trattato di sicurezza tra USA e Giappone, ai sensi del quale una eventuale difesa delle isole da parte dei giapponesi può obbligare gli Stati Uniti a fornire loro sostegno militare.

## Storia delle isole e cronologia della disputa
- 1403: secondo fonti cinesi, le isole furono scoperte ed esplorate da cinesi in quest'anno, considerate da allora sotto la giurisdizione dell'isola di Taiwan e la pesca nelle loro acque fu di esclusiva competenza di cinesi fino a dopo la fine della seconda guerra mondiale;[10]
- XVII secolo: l'isola di Taiwan, allora indipendente dalla Cina, era suddivisa in 11 capitanati, domini territoriali alcuni dei quali caddero sotto il controllo di olandesi, nel 1624, e spagnoli nel 1626.
  - 1661: il condottiero cinese Koxinga, fedele alla dinastia Ming, si rifugiò a Taiwan per organizzare la lotta contro la nuova dinastia Qing. Si impadronì dell'isola cacciando gli europei;
  - 1683: La Cina imperiale, allora retta dalla dinastia Qing, si annetté Taiwan ed il territorio venne assegnato alla provincia di Fujian
- 1879: Il Regno delle Ryūkyū venne ufficialmente annesso al Giappone;
- 1885: Taiwan e le isole collegate entrarono a far parte della nuova Provincia di Taiwan
- 1895: in seguito alla sconfitta cinese nella prima guerra sino-giapponese (1894-1895) e al conseguente trattato di Shimonoseki (aprile 1895), Taiwan ed altre isole vicine passarono sotto la sovranità dell'Impero giapponese. Il governo giapponese attualmente afferma che nel trattato non sono specificate le Senkaku, che furono esplorate, misurate ed incorporate nel territorio nazionale quello stesso anno;[11]
- Attorno al 1900, l'imprenditore giapponese Koga Tatsushirō (古賀 辰四郎?) costruì uno stabilimento per la lavorazione del tonnetto striato, trasferendo nelle Senkoku 200 lavoratori. L'impresa fallì nel 1940 e da quel momento le isole rimasero deserte;[12]
- 1945: in seguito alla sconfitta nipponica nella seconda guerra mondiale e all'occupazione del Giappone, Taiwan e le Senkoku diventarono parte dell'amministrazione civile degli Stati Uniti d'America per le Isole Ryukyu, pur rimanendo formalmente sotto la sovranità giapponese. Da quel momento iniziarono le esercitazioni della United States Navy nelle Senkaku;
- 1949: sconfitte nella guerra civile cinese, in dicembre le truppe di Chiang Kai-shek fuggirono dalla Cina continentale ed occuparono Taiwan. La città di Taipei venne dichiarata la nuova capitale della Repubblica di Cina. Da questo momento, sia Pechino che Taipei reclamarono la sovranità su tutta la Cina, comprese le Senkaku;
- 1952: In forza dei trattati di San Francisco (1951) e di Taipei (1952), il governo giapponese formalmente rinunciò alla sovranità su Taiwan. I trattati fanno riferimento ad altre isole prossime a Taiwan ma non alle Senkaku che, pur sotto il controllo americano, continuarono a far parte della prefettura di Okinawa;
- 1969, la commissione economica e sociale per l'Asia ed il Pacifico delle Nazioni Unite identificò potenziali riserve di petrolio e gas in prossimità delle isole;[13] Nello stesso anno venne siglato il Trattato di reversione delle Okinawa tra gli Stati Uniti ed il Giappone
- anni settanta: i discendenti di Koga Tatsushirō, vendettero 4 delle isole Senkaku alla famiglia Kurihara della prefettura di Saitama. Hiroyuki Kurihara divenne proprietario di Uotsuri, Kita Kojima e Minami Kojima., mentre la sorella fu proprietaria di Kuba;[14]
  - 1972: secondo quanto stabilito nel 1951 dal trattato di pace di San Francisco e dal Trattato di reversione delle Okinawa del 1969 tra USA e Giappone, le isole ritornarono sotto il controllo dell'amministrazione giapponese.[15] Il governo giapponese assegnò la giurisdizione delle isole al comune di Ishigaki ma, per non creare turbative con Pechino, proibì lo sfruttamento, lo sviluppo e l'accesso alle isole;[16]
I diritti di Tokyo sulle isole non furono riconosciuti dalla Repubblica Popolare Cinese e dalla Repubblica di Cina (Taiwan), che non avevano firmato il trattato di San Francisco. I cinesi sostennero che oltre al punto di vista storico, secondo cui le Senkaku fanno parte di Taiwan, dal punto di vista geologico le isole non fanno parte delle Ryūkyū, dalle quali sono separate dal profondo canale di Okinawa.[10] Il governo di Taiwan protestò ufficialmente con gli Stati Uniti definendo un errore l'assegnazione delle Senkoku al Giappone. Nello stesso periodo si registrarono diverse manifestazioni di espatriati cinesi negli Stati Uniti per la restituzione a Taiwan delle isole. Il governo americano ribatté che aveva restituito il diritto di amministrazione delle isole a Tokyo, ma non si era pronunciato sul diritto di sovranità.[10]
- 1979: una missione governativa giapponese si accampò per circa 4 settimane nelle isole per valutare la possibilità di eventuali insediamenti umani e per studi scientifici;[17]
- dal 2002: il Ministero degli Interni e delle Comunicazioni Giapponese prese in affitto dai Kurihara le isole Uotsuri, Minami Kojima e Kita Kojima. Il Ministero della difesa prese in affitto l'isola di Kuba, che continuò ad essere usata dalle forze armate statunitensi. L'isola di Taisho è di proprietà dello Stato giapponese;[17][18]
- 2005: fu siglato un accordo tra le autorità americane e giapponesi con il quale sarà il governo di Tokyo a gestire eventuali conflitti militari per le Senkaku, esimendo Washington da tale responsabilità;[16]
- 2010: un peschereccio cinese venne fermato nelle acque delle isole dalla Guardia Costiera Giapponese e posto sotto sequestro. L'equipaggio venne arrestato e rilasciato dopo le proteste del governo cinese.[19][20]

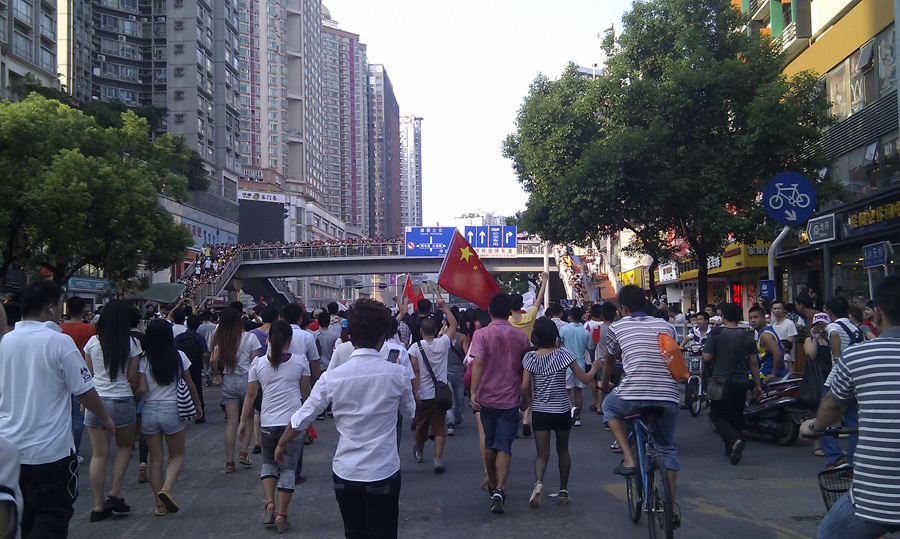
Shenzen (Cina), 17 settembre 2012. Dimostrazione anti-giapponese per le Senkaku

- 2012: in estate si sono verificati diversi incidenti nelle isole:
  - 4 luglio: un peschereccio taiwanese ha attraccato sull'isola. A bordo vi erano attivisti di un movimento per la liberazione delle isole dal dominio giapponese che hanno piantato una bandiera cinese. L'imbarcazione era scortata da 5 navi della Guardia Costiera Taiwanese, che hanno impedito l'intervento delle autorità marittime giapponesi e favorito la fuga degli attivisti;[21]
  - 15 agosto: un'imbarcazione chiamata Difesa delle Diaoyu II è arrivata alle Senkaku con a bordo 14 attivisti di Hong Kong, 4 dei quali sono sbarcati ed hanno piantato sia una bandiera cinese che una di Taiwan. Le autorità giapponesi li hanno arrestati per immigrazione illegale e rilasciati dopo qualche giorno;[22]
  - 19 agosto: una decina di nazionalisti giapponesi sono sbarcati sulle isole ed hanno piantato bandiere del Giappone malgrado i divieti governativi. La notizia ha fatto crescere la tensione, lo stesso giorno migliaia di cinesi hanno inscenato violente dimostrazioni anti-giapponesi nelle piazze di diverse città del paese;[23]
  - 11 settembre: Il governo cinese ha inviato due pattugliatori alle Senkaku per riaffermare la propria sovranità sulle isole. La missione ha avuto luogo lo stesso giorno dell'acquisto da parte del Giappone di 3 delle Senkaku dalla famiglia Kurihara.[24] La notizia dell'acquisto ha provocato nei giorni successivi una nuova serie di violente manifestazioni in Cina, dove i dimostranti hanno distrutto prodotti e sedi di società giapponesi. Diverse aziende nipponiche hanno temporaneamente chiuso le loro filiali in Cina, mentre il governo di Pechino ha minacciato sanzioni economiche contro Tokyo.[25][26] Tra le varie iniziative al vaglio del governo cinese, la richiesta di un arbitrato per ottenere di espandere fino al canale di Okinawa la propria zona economica esclusiva, che attualmente arriva fino alla linea intermedia fra le coste giapponesi e quelle cinesi.[27]
- 2013: in novembre il governo di Pechino ha annunciato che le Senkaku sarebbero state incluse nella "zona di identificazione" dell'aeronautica militare cinese, provocando le ire del governo giapponese. Tale decisione, che farebbe ricadere l'arcipelago nella zona di pattugliamento militare di Pechino, ha spinto gli Stati Uniti a schierarsi con il Giappone: due bombardieri B-52 americani hanno sorvolato le isole il 26 novembre, sfidando il governo cinese, secondo il quale tale operazione è una violazione dello spazio aereo nazionale.[28]